# Драгайцева, Мария Петровна
Мария Петровна Драгайцева (17 апреля 1924 — 6 ноября 2018) — передовик советского сельского хозяйства, доярка совхоза «Марьино» Рыльского района Курской области, Герой Социалистического Труда (1975).

## Биография
Родилась 17 апреля 1924 года в селе Верхососенье Малоархангельского уезда Орловской губернии (сейчас — Покровский район Орловской области).
Образование — начальная школа. В самом начале войны осталась полной сиротой, пришлось работать. Вместе с сестрой поехала на торфоразоаботки. 
С 1947—1958 гг. работала дояркой Катайского мясо-молочного совхоза Курганской области.
В 1958 г. переехала в Рыльский район Курской области, работала дояркой в совхозе «Марьино».
Освоила работу сначала с тремя, потом с четырьмя доильными аппаратами, значительно увеличив обслуживаемое поголовье коров.
В 1974 г. получила по своей группе средний надой 5238 кг, а от коровы-рекордсменки Берты — 10018 кг молока.
В 1978 году ее корова Иволга дала 11375 килограммов молока жирностью выше базисной.
Указом Президиума Верховного Совета СССР от 10 февраля 1975 года за выдающиеся успехи, достигнутые во Всесоюзном социалистическом соревновании, и проявленную трудовую доблесть в досрочном выполнении заданий девятой пятилетки и принятых обязательств по увеличению производства и продажи государству продуктов земледелия и животноводства присвоено звание Героя Социалистического Труда.
Также она награждена орденом Трудового Красного Знамени, медалями.
С 1979 года на пенсии.
Проживала в пос. Учительское Рыльского района Курской области. Умерла 6 ноября 2018 года.

## Награды
За трудовые заслуги был удостоен:
- золотая звезда «Серп и Молот» (10.02.1975)
- орден Ленина (10.02.1975)
- Орден Трудового Красного Знамени (22.03.1966)
- другие медали.